# Problema di Thomson
L'obiettivo del problema di Thomson è di determinare la configurazione di minima energia potenziale elettrica di {\displaystyle N} elettroni vincolati sulla superficie di una sfera unitaria e che si respingono a causa della forza di Coulomb. Il problema fu posto da J. J. Thomson nel 1904 dopo aver proposto un modello atomico, successivamente chiamato modello a panettone, basato sul fatto che gli elettroni sono carichi negativamente mentre gli atomi sono neutri .
Problema relativi includono lo studio della geometria della configurazione di minima energia e lo studio del comportamento per {\displaystyle N} molto grandi.

## Enunciato matematico
Il sistema fisico relativo al problema di Thomson è un caso speciale di uno dei diciotto problemi irrisolti proposti dal matematico Stephen Smale — "Distribuzione di punti su una 2-sfera". La soluzione per ogni {\displaystyle N} è ottenuta quando la configurazione degli elettroni vincolati sulla superficie della sfera di raggio {\displaystyle r=1} possiede un minimo globale dell'energia potenziale elettrica, {\displaystyle U(N)}.
L'energia di interazione elettrostatica tra ogni coppia di elettroni di uguale carica ({\displaystyle e_{i}=e_{j}=e}, con {\displaystyle e} la carica elementare dell'elettrone) è data dalla legge di Coulomb,
{\displaystyle U_{ij}(N)=k_{e}{e_{i}e_{j} \over r_{ij}}.}
Qui, {\displaystyle k_{e}} è la costante di Coulomb e {\displaystyle r_{ij}=|\mathbf {r} _{i}-\mathbf {r} _{j}|} è la distanza fra ogni coppia di elettroni collocati in punti della sfera definiti dai vettori {\displaystyle \mathbf {r} _{i}} e {\displaystyle \mathbf {r} _{j}}, rispettivamente.
Senza perdita di generalità, si possono usare unità più semplici in cui {\displaystyle e=1} e {\displaystyle k_{e}=1}. Allora,
{\displaystyle U_{ij}(N)={1 \over r_{ij}}.}
L'energia potenziale elettrica di ogni configurazione di {\displaystyle N} allora può essere espressa come la somma delle interazioni fra tutte le coppie
{\displaystyle U(N)=\sum _{i<j}{\frac {1}{r_{ij}}}.}
Il minimo globale di {\displaystyle U(N)} su tutte le possibili collezioni di {\displaystyle N} punti distinti è tipicamente trovata attraverso algoritmi di minimizzazione numerica.

### Esempio
La soluzione del problema di Thomson per due elettroni è ottenuto quando entrambi gli elettroni sono il più lontano possibile su punti opposti rispetto all'origine, {\displaystyle r_{ij}=2r=2}, o
{\displaystyle U(2)={1 \over 2}.}

## Principali soluzioni conosciute

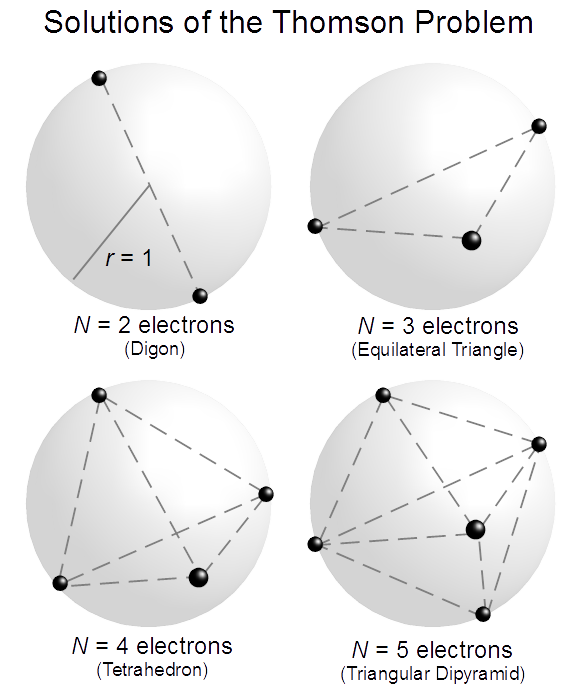
Soluzione schematiche del problema matematico di Thomson fino a elettroni

Le configurazioni di minima energia sono state rigorosamente trovate solo in una manciata di casi.
- Per {\displaystyle N=1}, la soluzione è banale poiché l'elettrone può collocarsi in ogni punto sulla superficie della sfera. L'energia totale della configurazione è definita zero dal momento che non è soggetto a nessun campo elettrico prodotto da altre cariche.
- Per {\displaystyle N=2}, la configurazione ottimale consiste di elettroni in punti antipodali.
- Per {\displaystyle N=3}, gli elettroni risiedono ai vertici di un triangolo equilatero inscritto in una cerchio massimo.[3]
- Per {\displaystyle N=4}, gli elettroni risiedono ai vertici di un tetraedro regolare.
- Per {\displaystyle N=5}, fu riportata nel 2010 una soluzione rigorosa fornita dal computer con gli elettroni collocati ai vertici di un dipiramide triangolare.[4]
- Per {\displaystyle N=6}, gli elettroni stanno sui vertici di un ottaedro regolare.[5]
- Per {\displaystyle N=12}, gli elettroni risiedono ai vertici di un icosaedro regolare.[6]

Si nota che le soluzioni geometriche per il problema di Thomson nei casi di {\displaystyle N=4}, {\displaystyle 6} e {\displaystyle 12} elettroni sono conosciute come solidi platonici le cui facce sono triangoli equilateri. Soluzioni numeriche per {\displaystyle N=8} e {\displaystyle 20} non sono i rimanenti poliedri regolari dei solidi platonici, le cui facce sono quadrati e pentagoni, rispettivamente.

## Generalizzazioni
Si potrebbe anche richiedere lo stato fondamentale di particelle interagenti con potenziali arbitrari.
Per essere matematicamente precisi, sia {\displaystyle f} una funzione decrescente a valori reali, e si definisce l'energia funzionale come {\displaystyle \sum _{i<j}f(|x_{i}-x_{j}|)}
Tradizionalmente, si considera {\displaystyle f(x)=x^{-\alpha }} anche conosciute come {\displaystyle \alpha }-nuclei di Riesz. Per nuclei di Riesz integrabile vedere; per nuclei non integrabili, vale il teorema del bagel ai semi di papavero, si veda. I casi rilevanti sono: {\displaystyle \alpha \to \infty }, il problema di Tammes (impacchettamento); {\displaystyle \alpha =1}, il problema di Thomson; {\displaystyle \alpha =0}, il problema di Whyte (per massimizzare il prodotto di distanze).
Si può anche considerare la configurazione di {\displaystyle N} punti su una sfera di maggiore dimensione.

## Relazione ad altri problemi scientifici
Il problema di Thomson è una naturale conseguenza del modello a panettone in assenza della carica positiva uniformemente distribuita nell'atomo.
Sebbene le evidenze sperimentali portarono all'abbandono del modello di Thomson sulla struttura atomico, sono state trovate irregolarità nelle soluzioni numeriche del problema di Thomson che corrispondono al riempimento del guscio elettronico negli elementi naturali della tavola periodica.
Il problema di Thomson ha un ruolo importante nello studio di altri modelli fisici, inclusi nelle bolle multi-elettroniche e la disposizione superficiale delle gocce di un metallo liquido confinate nella trappola ionica di Paul.
Il problema di Thomson generalizzato compare, per esempio, nel determinare la disposizione delle subunità proteiche che si trovano nei gusci di virus sferici. Le "particelle" in questa applicazione sono un gruppo di subunità collocato su un guscio. Altre realizzazioni includono la sistemazione regolare di particelle colloidale nei colloidosomi, proposti per l'incapsulamento di principi attivi come farmaci, nutrienti o cellule viventi, la disposizione degli atomi di Carbonio nel fullerene e la teoria VSEPR. Un esempio con interazioni logaritmiche a lungo raggio è fornito dai vortici di Abrikosov che si formano a basse temperature nei gusci metallici superconduttori con un grande monopolo al centro.

## Configurazioni di minima energia conosciute
Nella seguente tabella {\displaystyle N} è il numero di punti (cariche) in una configurazione,  {\displaystyle E_{1}} è l'energia, il tipo di simmetria è dato nel Sistema Schoenflies (vedere gruppo puntuale), e {\displaystyle r_{i}} sono le posizioni delle cariche. Molti tipi di simmetria richiedono che la somma vettoriale delle posizioni (e quindi il momento di dipolo elettrico) sia zero.
È consueto anche considerare il poliedri formati dall'inviluppo convesso dei punti. Perciò, {\displaystyle v_{i}} è il numero di vertici in cui si incontrano un determinato numero di spigoli, '{\displaystyle e} è il numero totale di spigoli, {\displaystyle f_{3}} è il numero di facce triangolari, {\displaystyle f_{4}} è il numero di facce quadrilatere e {\displaystyle \theta _{1}} il più piccolo angolo sotteso dai vettori associati alla coppia di cariche più vicina. Si noti che di solito gli spigoli non sono tutti della stessa lunghezza; pertanto (eccetto nei casi {\displaystyle N=4}, {\displaystyle 6}, {\displaystyle 12} e {\displaystyle 24}) l'inviluppo convesso è solo topologicamente equivalente ad un poliedro uniforme o un solido di Johnson elencati nell'ultima colonna.
| N   | {\displaystyle E_{1}} | Simmetria                    | {\displaystyle \left\|\sum \mathbf {r} _{i}\right\|} | {\displaystyle v_{3}} | {\displaystyle v_{4}} | {\displaystyle v_{5}} | {\displaystyle v_{6}} | {\displaystyle v_{7}} | {\displaystyle v_{8}} | {\displaystyle e} | {\displaystyle f_{3}} | {\displaystyle f_{4}} | {\displaystyle \theta _{1}} | Poliedro equivalente              |
| --- | --------------------- | ---------------------------- | ---------------------------------------------------- | --------------------- | --------------------- | --------------------- | --------------------- | --------------------- | --------------------- | ----------------- | --------------------- | --------------------- | --------------------------- | --------------------------------- |
| 2   | 0.500000000           | {\displaystyle D_{\infty h}} | 0                                                    | –                     | –                     | –                     | –                     | –                     | –                     | 1                 | –                     | –                     | 180.000°                    | digono                            |
| 3   | 1.732050808           | {\displaystyle D_{3h}}       | 0                                                    | –                     | –                     | –                     | –                     | –                     | –                     | 3                 | 1                     | –                     | 120.000°                    | triangolo                         |
| 4   | 3.674234614           | {\displaystyle T_{d}}        | 0                                                    | 4                     | 0                     | 0                     | 0                     | 0                     | 0                     | 6                 | 4                     | 0                     | 109.471°                    | tetraedro                         |
| 5   | 6.474691495           | {\displaystyle D_{3h}}       | 0                                                    | 2                     | 3                     | 0                     | 0                     | 0                     | 0                     | 9                 | 6                     | 0                     | 90.000°                     | dipiramide triangolare            |
| 6   | 9.985281374           | {\displaystyle O_{h}}        | 0                                                    | 0                     | 6                     | 0                     | 0                     | 0                     | 0                     | 12                | 8                     | 0                     | 90.000°                     | ottaedro                          |
| 7   | 14.452977414          | {\displaystyle D_{5h}}       | 0                                                    | 0                     | 5                     | 2                     | 0                     | 0                     | 0                     | 15                | 10                    | 0                     | 72.000°                     | dipiramide pentagonale            |
| 8   | 19.675287861          | {\displaystyle D_{4d}}       | 0                                                    | 0                     | 8                     | 0                     | 0                     | 0                     | 0                     | 16                | 8                     | 2                     | 71.694°                     | antiprisma quadrato               |
| 9   | 25.759986531          | {\displaystyle D_{3h}}       | 0                                                    | 0                     | 3                     | 6                     | 0                     | 0                     | 0                     | 21                | 14                    | 0                     | 69.190°                     | prisma traingolare triaumentato   |
| 10  | 32.716949460          | {\displaystyle D_{4d}}       | 0                                                    | 0                     | 2                     | 8                     | 0                     | 0                     | 0                     | 24                | 16                    | 0                     | 64.996°                     | dipiramide giroelongata quadrata  |
| 11  | 40.596450510          | {\displaystyle C_{2v}}       | 0.013219635                                          | 0                     | 2                     | 8                     | 1                     | 0                     | 0                     | 27                | 18                    | 0                     | 58.540°                     | icosaedro con spigoli contratti   |
| 12  | 49.165253058          | {\displaystyle I_{h}}        | 0                                                    | 0                     | 0                     | 12                    | 0                     | 0                     | 0                     | 30                | 20                    | 0                     | 63.435°                     | icosaedro                         |
| 13  | 58.853230612          | {\displaystyle C_{2v}}       | 0.008820367                                          | 0                     | 1                     | 10                    | 2                     | 0                     | 0                     | 33                | 22                    | 0                     | 52.317°                     |                                   |
| 14  | 69.306363297          | {\displaystyle D_{6d}}       | 0                                                    | 0                     | 0                     | 12                    | 2                     | 0                     | 0                     | 36                | 24                    | 0                     | 52.866°                     | dipiramide giroelongata esagonale |
| 15  | 80.670244114          | {\displaystyle D_{3}}        | 0                                                    | 0                     | 0                     | 12                    | 3                     | 0                     | 0                     | 39                | 26                    | 0                     | 49.225°                     |                                   |
| 16  | 92.911655302          | {\displaystyle T}            | 0                                                    | 0                     | 0                     | 12                    | 4                     | 0                     | 0                     | 42                | 28                    | 0                     | 48.936°                     |                                   |
| 17  | 106.050404829         | {\displaystyle D_{5h}}       | 0                                                    | 0                     | 0                     | 12                    | 5                     | 0                     | 0                     | 45                | 30                    | 0                     | 50.108°                     |                                   |
| 18  | 120.084467447         | {\displaystyle D_{4d}}       | 0                                                    | 0                     | 2                     | 8                     | 8                     | 0                     | 0                     | 48                | 32                    | 0                     | 47.534°                     |                                   |
| 19  | 135.089467557         | {\displaystyle C_{2v}}       | 0.000135163                                          | 0                     | 0                     | 14                    | 5                     | 0                     | 0                     | 50                | 32                    | 1                     | 44.910°                     |                                   |
| 20  | 150.881568334         | {\displaystyle D_{3h}}       | 0                                                    | 0                     | 0                     | 12                    | 8                     | 0                     | 0                     | 54                | 36                    | 0                     | 46.093°                     |                                   |
| 21  | 167.641622399         | {\displaystyle C_{2v}}       | 0.001406124                                          | 0                     | 1                     | 10                    | 10                    | 0                     | 0                     | 57                | 38                    | 0                     | 44.321°                     |                                   |
| 22  | 185.287536149         | {\displaystyle T_{d}}        | 0                                                    | 0                     | 0                     | 12                    | 10                    | 0                     | 0                     | 60                | 40                    | 0                     | 43.302°                     |                                   |
| 23  | 203.930190663         | {\displaystyle D_{3}}        | 0                                                    | 0                     | 0                     | 12                    | 11                    | 0                     | 0                     | 63                | 42                    | 0                     | 41.481°                     |                                   |
| 24  | 223.347074052         | {\displaystyle O}            | 0                                                    | 0                     | 0                     | 24                    | 0                     | 0                     | 0                     | 60                | 32                    | 6                     | 42.065°                     | cubo simo                         |
| 25  | 243.812760299         | {\displaystyle C_{s}}        | 0.001021305                                          | 0                     | 0                     | 14                    | 11                    | 0                     | 0                     | 68                | 44                    | 1                     | 39.610°                     |                                   |
| 26  | 265.133326317         | {\displaystyle C_{2}}        | 0.001919065                                          | 0                     | 0                     | 12                    | 14                    | 0                     | 0                     | 72                | 48                    | 0                     | 38.842°                     |                                   |
| 27  | 287.302615033         | {\displaystyle D_{5h}}       | 0                                                    | 0                     | 0                     | 12                    | 15                    | 0                     | 0                     | 75                | 50                    | 0                     | 39.940°                     |                                   |
| 28  | 310.491542358         | {\displaystyle T}            | 0                                                    | 0                     | 0                     | 12                    | 16                    | 0                     | 0                     | 78                | 52                    | 0                     | 37.824°                     |                                   |
| 29  | 334.634439920         | {\displaystyle D_{3}}        | 0                                                    | 0                     | 0                     | 12                    | 17                    | 0                     | 0                     | 81                | 54                    | 0                     | 36.391°                     |                                   |
| 30  | 359.603945904         | {\displaystyle D_{2}}        | 0                                                    | 0                     | 0                     | 12                    | 18                    | 0                     | 0                     | 84                | 56                    | 0                     | 36.942°                     |                                   |
| 31  | 385.530838063         | {\displaystyle C_{3v}}       | 0.003204712                                          | 0                     | 0                     | 12                    | 19                    | 0                     | 0                     | 87                | 58                    | 0                     | 36.373°                     |                                   |
| 32  | 412.261274651         | {\displaystyle I_{h}}        | 0                                                    | 0                     | 0                     | 12                    | 20                    | 0                     | 0                     | 90                | 60                    | 0                     | 37.377°                     |                                   |
| 33  | 440.204057448         | {\displaystyle C_{s}}        | 0.004356481                                          | 0                     | 0                     | 15                    | 17                    | 1                     | 0                     | 92                | 60                    | 1                     | 33.700°                     |                                   |
| 34  | 468.904853281         | {\displaystyle D_{2}}        | 0                                                    | 0                     | 0                     | 12                    | 22                    | 0                     | 0                     | 96                | 64                    | 0                     | 33.273°                     |                                   |
| 35  | 498.569872491         | {\displaystyle C_{2}}        | 0.000419208                                          | 0                     | 0                     | 12                    | 23                    | 0                     | 0                     | 99                | 66                    | 0                     | 33.100°                     |                                   |
| 36  | 529.122408375         | {\displaystyle D_{2}}        | 0                                                    | 0                     | 0                     | 12                    | 24                    | 0                     | 0                     | 102               | 68                    | 0                     | 33.229°                     |                                   |
| 37  | 560.618887731         | {\displaystyle D_{5h}}       | 0                                                    | 0                     | 0                     | 12                    | 25                    | 0                     | 0                     | 105               | 70                    | 0                     | 32.332°                     |                                   |
| 38  | 593.038503566         | {\displaystyle D_{6d}}       | 0                                                    | 0                     | 0                     | 12                    | 26                    | 0                     | 0                     | 108               | 72                    | 0                     | 33.236°                     |                                   |
| 39  | 626.389009017         | {\displaystyle D_{3h}}       | 0                                                    | 0                     | 0                     | 12                    | 27                    | 0                     | 0                     | 111               | 74                    | 0                     | 32.053°                     |                                   |
| 40  | 660.675278835         | {\displaystyle T_{d}}        | 0                                                    | 0                     | 0                     | 12                    | 28                    | 0                     | 0                     | 114               | 76                    | 0                     | 31.916°                     |                                   |
| 41  | 695.916744342         | {\displaystyle D_{3h}}       | 0                                                    | 0                     | 0                     | 12                    | 29                    | 0                     | 0                     | 117               | 78                    | 0                     | 31.528°                     |                                   |
| 42  | 732.078107544         | {\displaystyle D_{5h}}       | 0                                                    | 0                     | 0                     | 12                    | 30                    | 0                     | 0                     | 120               | 80                    | 0                     | 31.245°                     |                                   |
| 43  | 769.190846459         | {\displaystyle C_{2v}}       | 0.000399668                                          | 0                     | 0                     | 12                    | 31                    | 0                     | 0                     | 123               | 82                    | 0                     | 30.867°                     |                                   |
| 44  | 807.174263085         | {\displaystyle O_{h}}        | 0                                                    | 0                     | 0                     | 24                    | 20                    | 0                     | 0                     | 120               | 72                    | 6                     | 31.258°                     |                                   |
| 45  | 846.188401061         | {\displaystyle D_{3}}        | 0                                                    | 0                     | 0                     | 12                    | 33                    | 0                     | 0                     | 129               | 86                    | 0                     | 30.207°                     |                                   |
| 46  | 886.167113639         | {\displaystyle T}            | 0                                                    | 0                     | 0                     | 12                    | 34                    | 0                     | 0                     | 132               | 88                    | 0                     | 29.790°                     |                                   |
| 47  | 927.059270680         | {\displaystyle C_{s}}        | 0.002482914                                          | 0                     | 0                     | 14                    | 33                    | 0                     | 0                     | 134               | 88                    | 1                     | 28.787°                     |                                   |
| 48  | 968.713455344         | {\displaystyle O}            | 0                                                    | 0                     | 0                     | 24                    | 24                    | 0                     | 0                     | 132               | 80                    | 6                     | 29.690°                     |                                   |
| 49  | 1011.557182654        | {\displaystyle C_{3}}        | 0.001529341                                          | 0                     | 0                     | 12                    | 37                    | 0                     | 0                     | 141               | 94                    | 0                     | 28.387°                     |                                   |
| 50  | 1055.182314726        | {\displaystyle D_{6d}}       | 0                                                    | 0                     | 0                     | 12                    | 38                    | 0                     | 0                     | 144               | 96                    | 0                     | 29.231°                     |                                   |
| 51  | 1099.819290319        | {\displaystyle D_{3}}        | 0                                                    | 0                     | 0                     | 12                    | 39                    | 0                     | 0                     | 147               | 98                    | 0                     | 28.165°                     |                                   |
| 52  | 1145.418964319        | {\displaystyle C_{3}}        | 0.000457327                                          | 0                     | 0                     | 12                    | 40                    | 0                     | 0                     | 150               | 100                   | 0                     | 27.670°                     |                                   |
| 53  | 1191.922290416        | {\displaystyle C_{2v}}       | 0.000278469                                          | 0                     | 0                     | 18                    | 35                    | 0                     | 0                     | 150               | 96                    | 3                     | 27.137°                     |                                   |
| 54  | 1239.361474729        | {\displaystyle C_{2}}        | 0.000137870                                          | 0                     | 0                     | 12                    | 42                    | 0                     | 0                     | 156               | 104                   | 0                     | 27.030°                     |                                   |
| 55  | 1287.772720783        | {\displaystyle C_{2}}        | 0.000391696                                          | 0                     | 0                     | 12                    | 43                    | 0                     | 0                     | 159               | 106                   | 0                     | 26.615°                     |                                   |
| 56  | 1337.094945276        | {\displaystyle D_{2}}        | 0                                                    | 0                     | 0                     | 12                    | 44                    | 0                     | 0                     | 162               | 108                   | 0                     | 26.683°                     |                                   |
| 57  | 1387.383229253        | {\displaystyle D_{3}}        | 0                                                    | 0                     | 0                     | 12                    | 45                    | 0                     | 0                     | 165               | 110                   | 0                     | 26.702°                     |                                   |
| 58  | 1438.618250640        | {\displaystyle D_{2}}        | 0                                                    | 0                     | 0                     | 12                    | 46                    | 0                     | 0                     | 168               | 112                   | 0                     | 26.155°                     |                                   |
| 59  | 1490.773335279        | {\displaystyle C_{2}}        | 0.000154286                                          | 0                     | 0                     | 14                    | 43                    | 2                     | 0                     | 171               | 114                   | 0                     | 26.170°                     |                                   |
| 60  | 1543.830400976        | {\displaystyle D_{3}}        | 0                                                    | 0                     | 0                     | 12                    | 48                    | 0                     | 0                     | 174               | 116                   | 0                     | 25.958°                     |                                   |
| 61  | 1597.941830199        | {\displaystyle C_{1}}        | 0.001091717                                          | 0                     | 0                     | 12                    | 49                    | 0                     | 0                     | 177               | 118                   | 0                     | 25.392°                     |                                   |
| 62  | 1652.909409898        | {\displaystyle D_{5}}        | 0                                                    | 0                     | 0                     | 12                    | 50                    | 0                     | 0                     | 180               | 120                   | 0                     | 25.880°                     |                                   |
| 63  | 1708.879681503        | {\displaystyle D_{3}}        | 0                                                    | 0                     | 0                     | 12                    | 51                    | 0                     | 0                     | 183               | 122                   | 0                     | 25.257°                     |                                   |
| 64  | 1765.802577927        | {\displaystyle D_{2}}        | 0                                                    | 0                     | 0                     | 12                    | 52                    | 0                     | 0                     | 186               | 124                   | 0                     | 24.920°                     |                                   |
| 65  | 1823.667960264        | {\displaystyle C_{2}}        | 0.000399515                                          | 0                     | 0                     | 12                    | 53                    | 0                     | 0                     | 189               | 126                   | 0                     | 24.527°                     |                                   |
| 66  | 1882.441525304        | {\displaystyle C_{2}}        | 0.000776245                                          | 0                     | 0                     | 12                    | 54                    | 0                     | 0                     | 192               | 128                   | 0                     | 24.765°                     |                                   |
| 67  | 1942.122700406        | {\displaystyle D_{5}}        | 0                                                    | 0                     | 0                     | 12                    | 55                    | 0                     | 0                     | 195               | 130                   | 0                     | 24.727°                     |                                   |
| 68  | 2002.874701749        | {\displaystyle D_{2}}        | 0                                                    | 0                     | 0                     | 12                    | 56                    | 0                     | 0                     | 198               | 132                   | 0                     | 24.433°                     |                                   |
| 69  | 2064.533483235        | {\displaystyle D_{3}}        | 0                                                    | 0                     | 0                     | 12                    | 57                    | 0                     | 0                     | 201               | 134                   | 0                     | 24.137°                     |                                   |
| 70  | 2127.100901551        | {\displaystyle D_{2d}}       | 0                                                    | 0                     | 0                     | 12                    | 50                    | 0                     | 0                     | 200               | 128                   | 4                     | 24.291°                     |                                   |
| 71  | 2190.649906425        | {\displaystyle C_{2}}        | 0.001256769                                          | 0                     | 0                     | 14                    | 55                    | 2                     | 0                     | 207               | 138                   | 0                     | 23.803°                     |                                   |
| 72  | 2255.001190975        | {\displaystyle I}            | 0                                                    | 0                     | 0                     | 12                    | 60                    | 0                     | 0                     | 210               | 140                   | 0                     | 24.492°                     |                                   |
| 73  | 2320.633883745        | {\displaystyle C_{2}}        | 0.001572959                                          | 0                     | 0                     | 12                    | 61                    | 0                     | 0                     | 213               | 142                   | 0                     | 22.810°                     |                                   |
| 74  | 2387.072981838        | {\displaystyle C_{2}}        | 0.000641539                                          | 0                     | 0                     | 12                    | 62                    | 0                     | 0                     | 216               | 144                   | 0                     | 22.966°                     |                                   |
| 75  | 2454.369689040        | {\displaystyle D_{3}}        | 0                                                    | 0                     | 0                     | 12                    | 63                    | 0                     | 0                     | 219               | 146                   | 0                     | 22.736°                     |                                   |
| 76  | 2522.674871841        | {\displaystyle C_{2}}        | 0.000943474                                          | 0                     | 0                     | 12                    | 64                    | 0                     | 0                     | 222               | 148                   | 0                     | 22.886°                     |                                   |
| 77  | 2591.850152354        | {\displaystyle D_{5}}        | 0                                                    | 0                     | 0                     | 12                    | 65                    | 0                     | 0                     | 225               | 150                   | 0                     | 23.286°                     |                                   |
| 78  | 2662.046474566        | {\displaystyle T_{h}}        | 0                                                    | 0                     | 0                     | 12                    | 66                    | 0                     | 0                     | 228               | 152                   | 0                     | 23.426°                     |                                   |
| 79  | 2733.248357479        | {\displaystyle C_{s}}        | 0.000702921                                          | 0                     | 0                     | 12                    | 63                    | 1                     | 0                     | 230               | 152                   | 1                     | 22.636°                     |                                   |
| 80  | 2805.355875981        | {\displaystyle D_{4d}}       | 0                                                    | 0                     | 0                     | 16                    | 64                    | 0                     | 0                     | 232               | 152                   | 2                     | 22.778°                     |                                   |
| 81  | 2878.522829664        | {\displaystyle C_{2}}        | 0.000194289                                          | 0                     | 0                     | 12                    | 69                    | 0                     | 0                     | 237               | 158                   | 0                     | 21.892°                     |                                   |
| 82  | 2952.569675286        | {\displaystyle D_{2}}        | 0                                                    | 0                     | 0                     | 12                    | 70                    | 0                     | 0                     | 240               | 160                   | 0                     | 22.206°                     |                                   |
| 83  | 3027.528488921        | {\displaystyle C_{2}}        | 0.000339815                                          | 0                     | 0                     | 14                    | 67                    | 2                     | 0                     | 243               | 162                   | 0                     | 21.646°                     |                                   |
| 84  | 3103.465124431        | {\displaystyle C_{2}}        | 0.000401973                                          | 0                     | 0                     | 12                    | 72                    | 0                     | 0                     | 246               | 164                   | 0                     | 21.513°                     |                                   |
| 85  | 3180.361442939        | {\displaystyle C_{2}}        | 0.000416581                                          | 0                     | 0                     | 12                    | 73                    | 0                     | 0                     | 249               | 166                   | 0                     | 21.498°                     |                                   |
| 86  | 3258.211605713        | {\displaystyle C_{2}}        | 0.001378932                                          | 0                     | 0                     | 12                    | 74                    | 0                     | 0                     | 252               | 168                   | 0                     | 21.522°                     |                                   |
| 87  | 3337.000750014        | {\displaystyle C_{2}}        | 0.000754863                                          | 0                     | 0                     | 12                    | 75                    | 0                     | 0                     | 255               | 170                   | 0                     | 21.456°                     |                                   |
| 88  | 3416.720196758        | {\displaystyle D_{2}}        | 0                                                    | 0                     | 0                     | 12                    | 76                    | 0                     | 0                     | 258               | 172                   | 0                     | 21.486°                     |                                   |
| 89  | 3497.439018625        | {\displaystyle C_{2}}        | 0.000070891                                          | 0                     | 0                     | 12                    | 77                    | 0                     | 0                     | 261               | 174                   | 0                     | 21.182°                     |                                   |
| 90  | 3579.091222723        | {\displaystyle D_{3}}        | 0                                                    | 0                     | 0                     | 12                    | 78                    | 0                     | 0                     | 264               | 176                   | 0                     | 21.230°                     |                                   |
| 91  | 3661.713699320        | {\displaystyle C_{2}}        | 0.000033221                                          | 0                     | 0                     | 12                    | 79                    | 0                     | 0                     | 267               | 178                   | 0                     | 21.105°                     |                                   |
| 92  | 3745.291636241        | {\displaystyle D_{2}}        | 0                                                    | 0                     | 0                     | 12                    | 80                    | 0                     | 0                     | 270               | 180                   | 0                     | 21.026°                     |                                   |
| 93  | 3829.844338421        | {\displaystyle C_{2}}        | 0.000213246                                          | 0                     | 0                     | 12                    | 81                    | 0                     | 0                     | 273               | 182                   | 0                     | 20.751°                     |                                   |
| 94  | 3915.309269620        | {\displaystyle D_{2}}        | 0                                                    | 0                     | 0                     | 12                    | 82                    | 0                     | 0                     | 276               | 184                   | 0                     | 20.952°                     |                                   |
| 95  | 4001.771675565        | {\displaystyle C_{2}}        | 0.000116638                                          | 0                     | 0                     | 12                    | 83                    | 0                     | 0                     | 279               | 186                   | 0                     | 20.711°                     |                                   |
| 96  | 4089.154010060        | {\displaystyle C_{2}}        | 0.000036310                                          | 0                     | 0                     | 12                    | 84                    | 0                     | 0                     | 282               | 188                   | 0                     | 20.687°                     |                                   |
| 97  | 4177.533599622        | {\displaystyle C_{2}}        | 0.000096437                                          | 0                     | 0                     | 12                    | 85                    | 0                     | 0                     | 285               | 190                   | 0                     | 20.450°                     |                                   |
| 98  | 4266.822464156        | {\displaystyle C_{2}}        | 0.000112916                                          | 0                     | 0                     | 12                    | 86                    | 0                     | 0                     | 288               | 192                   | 0                     | 20.422°                     |                                   |
| 99  | 4357.139163132        | {\displaystyle C_{2}}        | 0.000156508                                          | 0                     | 0                     | 12                    | 87                    | 0                     | 0                     | 291               | 194                   | 0                     | 20.284°                     |                                   |
| 100 | 4448.350634331        | {\displaystyle T}            | 0                                                    | 0                     | 0                     | 12                    | 88                    | 0                     | 0                     | 294               | 196                   | 0                     | 20.297°                     |                                   |